# Челић (Лопаре)
Челић је дио насељеног мјеста Челић који припада општини Лопаре, Република Српска, БиХ.

## Историја
Дејтонским споразумом, пријератно насељено мјесто Челић је подијељено између општина Челић и Лопаре. Већи дио овог насеља припао је новоформираној општини Челић у Федерацији БиХ, док је мањи дио остао у општини Лопаре у Републици Српској.

## Становништво
Према попису становништва из 2013. године, мјесто је имало 33 становника.
| Демографија | Демографија | Демографија |
| Година      | Становника  | Становника  |
| ----------- | ----------- | ----------- |